# Radosław Dimitrow
Radosław Bonczew Dimitrow (bułg. Радослав Бончев Димитров, ur. 12 sierpnia 1988 w Łoweczu w Bułgarii) – bułgarski piłkarz grający na pozycji prawego lub lewego obrońcy.

## Kariera klubowa
Swoją karierę piłkarską Dimitrow rozpoczął w Liteksie Łowecz. W 2007 roku stał się zawodnikiem pierwszego zespołu, jednak nie zaliczył w nim debiutu i zaraz potem został wypożyczony do grającego w drugiej lidze PFK Montana. Z kolei latem 2008 roku wypożyczono go do innego drugoligowca, Sportistu Swoge. Spędził w nim rundę jesienną sezonu 2008/2009.
Na początku 2009 roku Dimitrow przeszedł z Liteksu do innego pierwszoligowego klubu, Sławii Sofia. Zimą 2010 roku ponownie trafił do zespołu PFK Montana na wypożyczenie. Latem 2010 wrócił do Sławii Sofia i w sezonie 2010/2011 stał się jej podstawowym zawodnikiem. Następnie grał w Lewskim Sofia i Łokomotiwie Płowdiw. W 2015 przeszedł do FC Botoșani, a w 2017 do CS Universitatea Craiova.
| Sezon   | Klub                     | Kraj     | Rozgrywki | Mecze | Bramki |
| ------- | ------------------------ | -------- | --------- | ----- | ------ |
| 2007/08 | PFK Montana              | Bułgaria | B PFG     | 23    | 0      |
| 2008/09 | Sportist Swoge           | Bułgaria | B PFG     | 15    | 0      |
| 2008/09 | Sławia Sofia             | Bułgaria | A PFG     | 9     | 0      |
| 2009/10 | Sławia Sofia             | Bułgaria | A PFG     | 10    | 0      |
| 2009/10 | PFK Montana              | Bułgaria | A PFG     | 13    | 0      |
| 2010/11 | Sławia Sofia             | Bułgaria | A PFG     | 27    | 1      |
| 2011/12 | Sławia Sofia             | Bułgaria | A PFG     | 26    | 0      |
| 2012/13 | Sławia Sofia             | Bułgaria | A PFG     | 26    | 1      |
| 2013/14 | Sławia Sofia             | Bułgaria | A PFG     | 35    | 0      |
| 2014/15 | Lewski Sofia             | Bułgaria | A PFG     | 2     | 0      |
| 2014/15 | Łokomotiw Płowdiw        | Bułgaria | A PFG     | 9     | 0      |
| 2015/16 | FC Botoșani              | Rumunia  | Liga I    | 33    | 1      |
| 2016/17 | FC Botoșani              | Rumunia  | Liga I    | 15    | 0      |
| 2016/17 | CS Universitatea Craiova | Rumunia  | Liga I    | 14    | 0      |
| 2017/18 | CS Universitatea Craiova | Rumunia  | Liga I    |       |        |

## Kariera reprezentacyjna
W reprezentacji Bułgarii Dimitrow zadebiutował 22 marca 2013 roku w wygranym 6:0 meczu eliminacji do MŚ 2014 z Maltą, rozegranym w Sofii. W 63. minucie meczu zmienił Jordana Minewa.